# Jaśkowicze (rejon postawski)
Jaśkowicze (biał. Яськавічы; ros. Яськовичи) − wieś na Białorusi, w obwodzie witebskim, w rejonie postawskim, w sielsowiecie Komaje.

## Historia
W czasach zaborów wieś w gminie Kobylnik, w powiecie święciańskim, w guberni wileńskiej Imperium Rosyjskiego. W 1866 roku liczyła 12 dusz rewizyjnych, należała do dóbr Botwiłowicze. W 1905 roku liczyła 27 mieszkańców, 41 dziesięcin.
Po I wojnie światowej pod administracją polską, w Zarządzie Cywilnym Ziem Wschodnich. W latach 1920–1922 w składzie Litwy Środkowej.
Od 11 kwietnia 1922 wieś leżała w Polsce, w województwie wileńskim, w powiecie święciańskim, od 1926 roku w powiecie postawskim, w gminie Kobylnik.
W 1931 wieś w 5 domach zamieszkiwało 27 osób.
W 1938 roku miejscowość należała do gromady Stawiszowo gminy Kobylnik.
Do 1945 w Polsce. Od 1946 roku w granicach Związku Sowieckiego. Od 1991 w niepodległej Białorusi.
Do 2013 w sielsowiecie Szyrki.